# Яхники

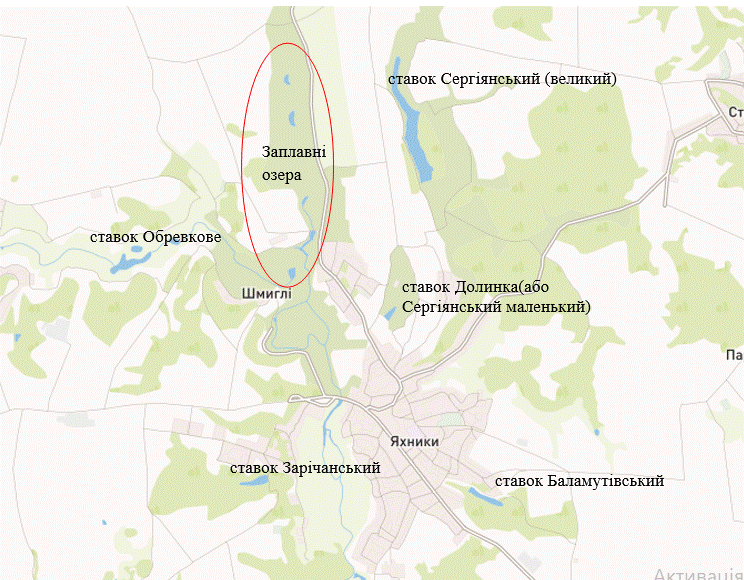
Ставки в селі Яхники на топографічній карті

Я́хники — село в Україні, у Лохвицькій міській громаді Миргородського району Полтавської області.
Населення становить 1339 осіб. Колишній орган місцевого самоврядування — Яхниківська сільська рада. 

## Географія
Село Яхники знаходиться на березі річки Лохвиця, вище за течією на відстані 1 км розташоване село Шмиглі, нижче за течією на відстані 5 км розташоване село Безсали.

## Історія
Виникло, як село Івахники Лохвицької сотні Лубенського полку згадується принаймні з 1-ї половини 18 ст. З 1920 року село Яхники.
12 червня 2020 року, відповідно до розпорядження Кабінету Міністрів України № 721-р «Про визначення адміністративних центрів та затвердження територій територіальних громад Полтавської області», село увійшло до складу Лохвицької міської громади.
19 липня 2020 року, в результаті адміністративно - територіальної реформи та ліквідації Лохвицького району, село увійшло до складу новоутвореного Миргородського району Полтавської області.

## Економіка
- Молочно-товарна ферма.
- Кооператив «Дружба».

## Об'єкти соціальної сфери
- Школа.
- Спеціальна школа-інтернат для дітей, які потребують корекції розумового розвитку.
- Лікарня.

## Відомі люди
- Вовк Леонід Михайлович (1961), кандидат в народні депутати до Верховної Ради України.
- Мироненко Олександр Олексійович — радянський льотчик, Герой Радянського Союзу.
- Семенченко Олександр Сергійович — чемпіон України з карате кіокушинкай.
- Семенченко Микола Сергійович — чемпіон України по карате кіокушинкай, неодноразовий переможець турнірів по карате кіокушинкай в Росії, Чехії.
- Володимир Мусійович Ярошенко (1898–1937) — український поет-символіст, байкар, прозаїк, драматург, літературний критик, кіносценарист.

## Пам'ятки
Біля села є багато курганів різного типу, урочища Кейбалівщина, Хаїха.
На околиці села розташовані:

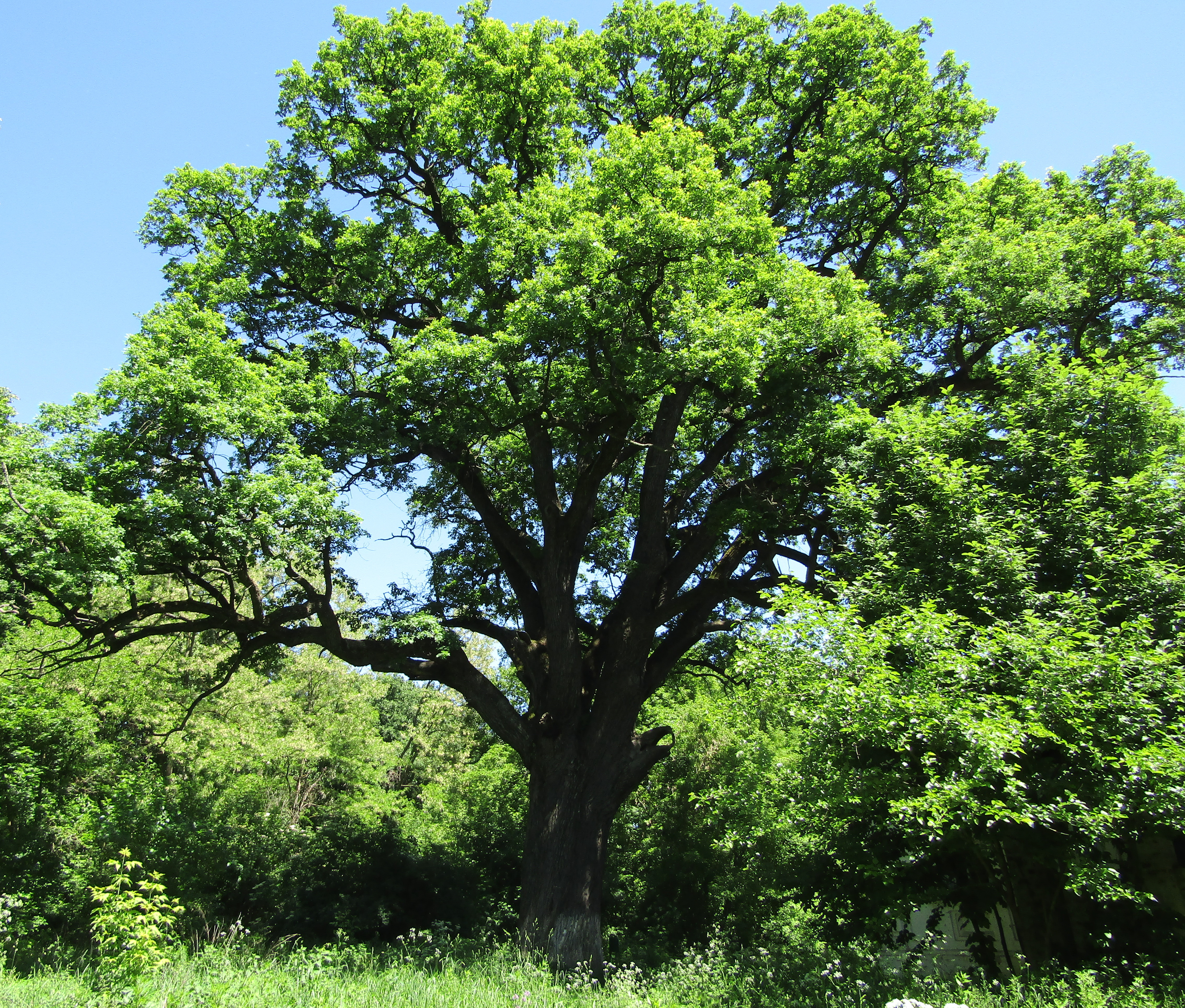
Дуб черешчатий — ботанічна пам'ятка природи

- Лісовий заказник місцевого значення «Урочище Крупське»[3].
- «Дуб черешчатий» («Дуб у селі Яхники»).